# 9993 Kumamoto
9993 Kumamoto este un asteroid din centura principală de asteroizi.

## Descriere
9993 Kumamoto este un asteroid din centura principală de asteroizi. A fost descoperit pe 6 noiembrie 1997 la Kumamoto de Juro Kobayashi. El prezintă o orbită caracterizată de o semiaxă mare de 2,54 ua, o excentricitate de 0,05 și o înclinație de 10,7° în raport cu ecliptica.